# Teatr Atelier im. Agnieszki Osieckiej w Sopocie
Teatr Atelier im. Agnieszki Osieckiej w Sopocie – teatr w Sopocie, założony w 1989 roku przez jego dotychczasowego dyrektora, André Hübnera-Ochodlo, znanego także jako interpretator pieśni jidysz. Od 1995 roku prezesem Fundacji Teatru Atelier im. Agnieszki Osieckiej jest Barbara Wiszniewska-Misztal. Wiceprezesem Fundacji i jednocześnie kierownikiem muzycznym teatru jest kontrabasista i kompozytor, Adam Żuchowski. Od 1997 teatr nosi imię Agnieszki Osieckiej.

## Początki teatru
Teatr Atelier zapoczątkował swoją działalność 1 września 1989 roku spektaklem Gwiazda za murem Jacka St. Burasa, w reżyserii André Hübnera-Ochodlo, z muzyką Jerzego Satanowskiego. W 1994 roku teatr otrzymał stałą siedzibę przy sopockiej plaży, w dawnej stolarni Grand Hotelu. W lipcu i sierpniu tego samego roku w Teatrze Atelier po raz pierwszy odbyło się Lato Teatralne w Sopocie – coroczna impreza kulturalna obejmująca spektakle dramatyczne, głównie w reżyserii André Hübnera-Ochodlo, prezentujące przede wszystkim współczesną dramaturgię światową (Samuel Beckett, George Tabori, Edward Albee, Thomas Bernhard, Lars Noren) i muzyczne, przygotowywane przez artystów Teatru Atelier wraz z zaproszonymi gośćmi. Lato Teatralne w Atelier natychmiast stało się nieodłącznym elementem letniego sezonu w Trójmieście, a sam teatr jest dzisiaj postrzegany jako letni salon artystyczny Trójmiasta. Od samego początku z teatrem współpracuje wybitny polski kompozytor, Jerzy Satanowski, którego poetycko-muzyczne premiery są wydarzeniami każdego roku.

## Agnieszka Osiecka
W latach 1994-1997 z teatrem współpracowała Agnieszka Osiecka. Poetka specjalnie dla Atelier napisała sztukę Darcie pierza i zaadaptowała powieść Isaaka Bashevisa Singera Wrogowie, opowieść o miłości, na podstawie której powstał tekst do spektaklu Wilki, ze specjalnie przez nią napisanymi songami z muzyką Zygmunta Koniecznego. W oparciu o jednoaktówki Edwarda Albeego: Piaskownica i Opowiadanie o Zoo Agnieszka Osiecka stworzyła dla teatru projekt sceniczny Apetyt na śmierć z songami, do których muzykę napisała Ewa Kornecka. Jej autorstwa były również songi do projektu Do dna, adaptacji tekstów Cinzano i Urodziny Smirnowej Ludmiły Pietruszewskiej (muzyka: Przemysław Gintrowski).Współtworzyła również spektakl muzyczny Wtedy wrócą moje pieśni, przypominający twórczość żydowskiego barda Krakowa, Mordechaja Gebirtiga. Między innymi, poetka przetłumaczyła teksty wszystkich utworów wykonywanych w czasie koncertów z języka jidysz na polski. Wraz z André Ochodlo opracowała dramaturgię jego legendarnego recitalu Shalom. 

## Atelier dzisiaj
Na scenie Atelier wystąpiło do tej pory wielu uznanych artystów. W tym gronie znaleźli się: Joanna Bogacka, Krzysztof Gordon, Ryszard Ronczewski, Magda Umer, Ewa Błaszczyk, Teresa Budzisz-Krzyżanowska, Maja Komorowska, Piotr Machalica, Marek Richter, Katarzyna Groniec, Hanna Banaszak, Mirosław Baka, Rafał Mohr, Małgorzata Zajączkowska, Mirosław Czyżykiewicz, Artur Barciś, Artur Żmijewski, Natalia Sikora, Renata Przemyk, Andrzej Chyra, Katarzyna Figura i wielu, wielu innych. 
Nieodłączną częścią repertuaru Teatru Atelier im. Agnieszki Osieckiej w Sopocie jest II etap ogólnopolskiego konkursu na interpretację piosenek Agnieszki Osieckiej „Pamiętajmy o Osieckiej”, którego pierwsza edycja odbyła się w 1998 roku. Od 2018 roku głównym organizatorem konkursu jest Teatr Nowy w Poznaniu.
Centralnym punktem każdego sezonu letniego w Teatrze Atelier im. Agnieszki Osieckiej są zainicjowane w 2006 roku Międzynarodowe Spotkania z Kulturą Żydowską, z udziałem znakomitych artystów z Polski i zagranicy. Spotkania obejmują również warsztaty przybliżające uczestnikom szeroko pojętą tradycję kultury jidysz.
Od paru lat Teatr Atelier im. Agnieszki Osieckiej w Sopocie współpracuje z Teatrem Nowym im. Izabelli Cywińskiej w Poznaniu. W rezultacie powstały spektakle dramatyczne prezentowane na obu scenach: w Sopocie i Poznaniu.
André Hübner-Ochodlo reżyseruje także w Czechach, gdzie współpracuje z Teatrem Komorní Scéna Aréna i Teatrem Petra Bezruče w Ostrawie oraz Narodowym Teatrem w Brnie. 
Zarówno założyciel i dyrektor artystyczny Teatru Atelier im. Agnieszki Osieckiej, André Hübner-Ochodlo, jak i artyści współpracujący z teatrem, są laureatami wielu nagród artystycznych. Zdobywcami statuetki „Sopocka Muza”, nagrody artystycznej Prezydenta Miasta Sopot są między innymi: Joanna Bogacka, Krzysztof Gordon, Ryszard Ronczewski, André Hübner-Ochodlo, Adam Żuchowski i Barbara Wiszniewska-Misztal.
W roku 2024 André Hübner-Ochodlo została przyznana także najwyższa nagroda artystyczna w rejonie Pomorza – Gryf Pomorski.
Alejka w Sopocie prowadząca do Teatru Atelier im. Agnieszki Osieckiej od strony ul. Powstańców Warszawy nosi imię poetki.

## Lista spektakli
Ważniejsze premiery dramatyczne – wszystkie w reżyserii lub scenografii André Hübnera-Ochodlo:
- Nuda wg Trzech sióstr Antoniego Czechowa (uczestnictwo w Diskus 87 w Gieβen)
- Gwiazda za murem Jacka St. Burasa (1989), muzyka: Jerzy Satanowski
- Judith Friedricha Hebbla (1990) – polska prapremiera
- Sen o życiu Jacka St. Burasa (1990), muzyka: Jerzy Satanowski (premiera światowa na Festiwalu Młodego Teatru Europejskiego / THEATRIUM, Menden 1990)
- Kwartet Heinera Müllera (1992) – polska prapremiera
- Weisman i Czerwona Twarz George'a Taboriego (1994) – polska prapremiera
- Wilki Agnieszki Osieckiej (1995) na podstawie powieści Wrogowie I. B. Singera, muzyka: Zygmunt Konieczny
- Apetyt na śmierć (1996) wg Zoo-Story i Sandbox Edwarda Albee’go z songami Agnieszki Osieckiej, muzyka: Ewa Kornecka
- Jubileusz George'a Taboriego (1996) – polska prapremiera, muzyka: Jerzy Satanowski
- Do dna Ludmiły Pietruszewskiej (1997) z songami Agnieszki Osieckiej, muzyka: Przemysław Gintrowski
- Darcie pierza Agnieszki Osieckiej (1998), muzyka: Jerzy Satanowski, kostiumy: Irena Biegańska
- Demony Larsa Norena (1998) – polska prapremiera (realizacja filmów: Wojciech Ostrowski, Video Studio Gdańsk)
- Plac Brahmsa (1999) Marlene Streeruwitz – polska prapremiera
- Noc i sny (1999) na podstawie jednoaktówek S. Becketta
- Archeologia Aleksieja Szipienki (2000) – polska prapremiera
- Szary Anioł Moritza Rinkego (2001) – prapremiera polska, muzyka: Jerzy Satanowski
- Końcówka Samuela Becketta (2001)
- Upadek Biljany Srbljanović (2002) – polska prapremiera, muzyka: Marek Czerniewicz
- Komunikacja świń Roberta Woelfla (2003) – polska prapremiera, muzyka: Marek Czerniewicz
- Happy days Samuela Becketta (2004)
- Z prochu powstałeś Harolda Pintera (2008), muzyka: Adam Żuchowski
- Plaża Petera Asmussena (2010), muzyka: Adam Żuchowski

- Znikomość Larsa Norena (2011) – polska prapremiera, muzyka: Adam Żuchowski

- Hamlet Williama Shakespeare'a (2014), muzyka: Adam Żuchowski
- Proca Nikołaja Kolady (2015), muzyka: Adam Żuchowski

- Poniżej pasa (Below the belt) Richarda Dressera (2018), muzyka: Adam Żuchowski

- Siła przyzwyczajenia Thomasa Bernharda (2019), muzyka: Adam Żuchowski
- Fałsz Lot Vekemans (2020), muzyka: Adam Żuchowski
- Maria Simon Stephens (2021), muzyka: Adam Żuchowski
- Strefa zero Neil LaBute (2022), muzyka: Adam Żuchowski
- Zmierzch długiego dnia Eugene O'Neill (2024), muzyka: Adam Żuchowski
- Nigdy więcej wojny (2024) – koncert z okazji 85. rocznicy wybuchu II wojny światowej
- Szary Anioł Moritza Rinkego (2024) – Hommage à Joanna Bogacka, muzyka: Jerzy Satanowski